# Endocomia canarioides
Endocomia canarioides är en tvåhjärtbladig växtart som först beskrevs av George King, och fick sitt nu gällande namn av W.J.J.O. de Wilde. Endocomia canarioides ingår i släktet Endocomia och familjen Myristicaceae. Inga underarter finns listade i Catalogue of Life.